# Amenemhat (nomarkhész)
Amenemhat, más néven Ameni ókori egyiptomi hivatalnok volt, a felső-egyiptomi 16. nomosz, Ma-hedzs kormányzója és főpap a XII. dinasztia idején, I. Szenuszert uralkodása alatt.
Amehemhat anyja egy Henu nevű nemes hölgy volt, apja neve ismeretlen. Amenemhat felesége Hetepet volt, egy kormányzó lánya, fiuk Hnumhotep. Nem tudni, Amenemhat rokoni kapcsolatban állt-e a kormányzódinasztiával, melyet I. Hnumhotep alapított, lehetséges, hogy az előző kormányzócsalád tagja, melyhez III. Baket is tartozott. Elődje Naht, utóda Netjernaht volt hivatalában. Amenemhat I. Szenuszert fáraó 18. évétől legalább a 43. uralkodási évig volt hatalmon. Nomoszát Menat Hufuból irányította.

Amenemhat valamikor elkísérte a fáraót egy kúsi hadjáratra, bár nem tudni pontosan, mikor. Valószínűleg arról a hadjáratról van szó, amelyre I. Szenuszert 18. uralkodási évében került sor. Egy másik alkalommal Amenemhat egy általa „a király fia, Ameni” néven említett személyt – valószínűleg a későbbi II. Amenemhat fáraót – kísérte el 400 másik emberrel együtt, hogy aranyat hozzanak Núbiából. Amenemhatot Koptoszba is elküldték, Szenuszert vezírrel együtt, hogy aranyat hozzanak. A rá bízott feladatok azt mutatják, Amenemhat nagyon fontos személyiség volt, aki magas rangú tisztségviselőket kísért, még a királyi család tagjait is.
Amenemhat feliratait érdekes módon úgy datálta, ahogy a fáraók, kinevezésétől kezdve: a legkésőbbi dátum, amikor említik, I. Szenuszert uralkodásának 43. éve (áradás évszaka második havának 15. napja)) nála Amenemhat 25. éveként szerepel. Nincs azonban bizonyíték arra, hogy a nomosza területén élők is ezt a dátumozást használták. Amenemhat nem sokkal ez után a dátum után halt meg. Nem tudni, milyen kapcsolatban állt utódjával, Netjernahttal.
Amenemhat volt Menat Hufu utolsó kormányzója, aki viselte „a nomosz legfelsőbb ura” címet. Emellett számos más hivatali, katonai és vallási címet viselt, köztük az iri-pat és hati-aa, „a király bizalmas barátja”, „a király ismerőse”, „Neheb polgármestere” „Hnum, Herwer ura papjainak felügyelője”, „felolvasópap” és más címeket.

## Sírja

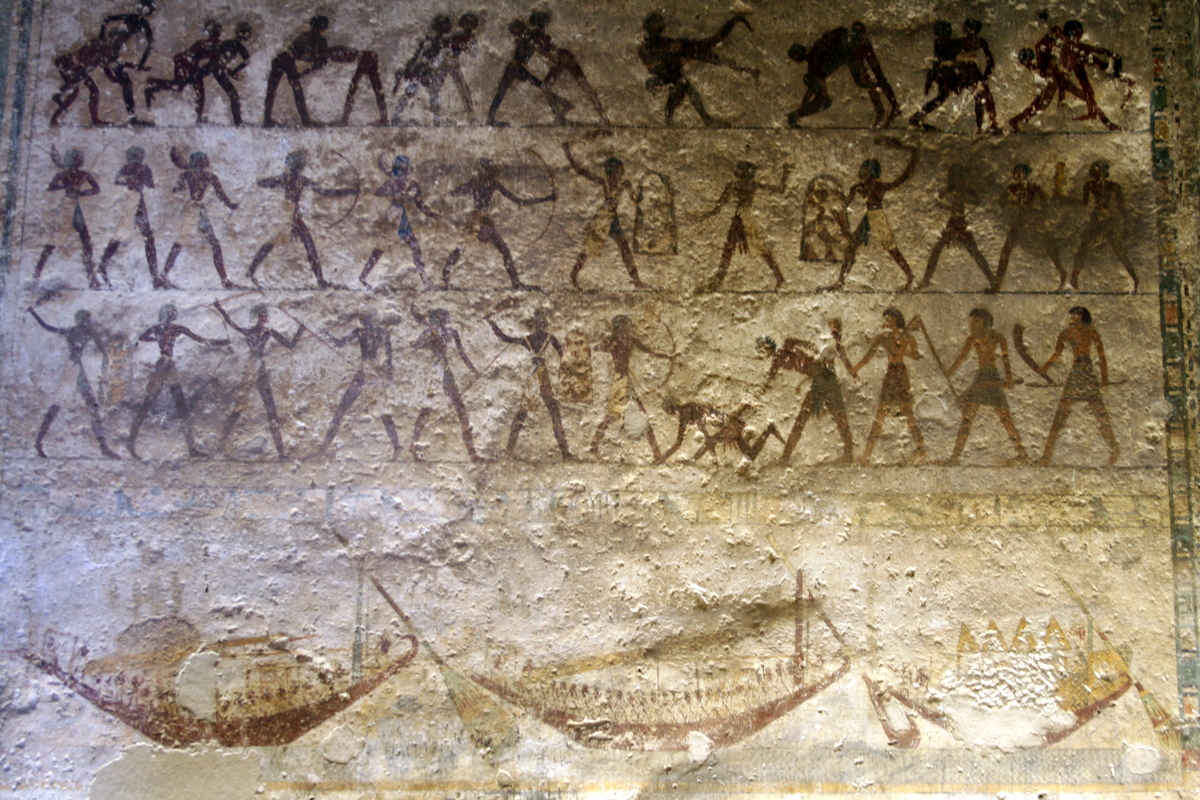
Jelenet a sírból: birkózók, illetve az abüdoszi út

Amenemhatot valószínűleg nagy, élénk díszítésű sírjába temették, amely ma a Beni Hasszán-i 2. számú sírként ismert. A sír nagy, négyoszlopos helyiségből állt, előtte udvar és kétoszlopos fedett rész. A kápolna fő helyiségét festett jelenetek díszítik, melyek birkózókat és egy erőd ostromát ábrázolják – ez a két téma gyakori a Beni Hasszán-i sírokban. Más képeken a rituális „Abüdoszi út” néven ismert jelenet látható, valamint dolgozó kézművesek, gazdák és sivatagi vadászat. A déli falon Amenemhatot és feleségét, Hotepetet, a neferuszi Hathor papnőjét látjuk áldozati ajándékok előtt. A helyiség mennyezetét három részre osztották. A fő helyiség keleti oldalán kis falfülkét alakítottak ki, melyben eredetileg a sírtulajdonos szoborcsoportja állt, ennek nyomait megtalálták.
A sírban egy graffito is van, amely talán egy kevéssé ismert, második átmeneti kori fáraó, Upuautemszaf említése. Jürgen von Beckerath feltételezése szerint a felirat olvasata talán Szehemréneferhau (Upuautemszaf trónneve), de ez nem biztos, és az eredeti felirat mára elveszett. Amennyiben az olvasat helyes, bizonyíthatja, hogy Upuautemszafnak, akinek székhelye feltehetőleg Abüdosz volt, hatalma kiterjedhetett innen 250 km-re északra is, egészen Beni Hasszánig.

## Fordítás
- Ez a szócikk részben vagy egészben  az   Amenemhat (nomarch) című angol Wikipédia-szócikk ezen változatának fordításán alapul.  Az eredeti cikk szerkesztőit annak laptörténete sorolja fel. Ez a jelzés csupán a megfogalmazás eredetét és a szerzői jogokat jelzi, nem szolgál a cikkben szereplő információk forrásmegjelöléseként.